# Jaraíz de la Vera
Jaraíz de la Vera (extremadurai nyelven Xaraís) település Spanyolországban, Cáceres tartományban. Jaraíz de la Vera Collado, Casatejada, Majadas, Pasarón de la Vera, Torremenga, Garganta la Olla és Cuacos de Yuste községekkel határos. Lakosainak száma 6720 fő (2024).

## Népesség
A település népessége az elmúlt években az alábbi módon változott:
| Lakosok száma | 6568 | 6748 | 6647 | 6467 | 6791 | 6515 | 6492 | 6478 | 6499 | 6720 |
|               | 2001 | 2004 | 2006 | 2009 | 2011 | 2014 | 2016 | 2019 | 2021 | 2024 |